# Medlicott Dome
Le Medlicott Dome est un sommet de la Sierra Nevada, dans l'État américain de Californie. Ce dôme de granite culmine à 3 012 mètres d'altitude à la frontière entre le comté de Mariposa et le comté de Tuolumne, au sein de la Yosemite Wilderness, dans le parc national de Yosemite.